# Povl Dissing
Povl Dissing, född 27 januari 1938 i Stavnsholt i Farum, Furesø kommun, död 18 juli 2022 i Hundested i Halsnæs kommun, var en dansk vissångare.
Dissing började sin karriär i mitten av 1950-talet som trumpetare i jazzorkestern Mandagsorkestret. Senare  övergick han till blues- och folkmusik.
Genom sitt samarbete med Benny Andersen som 1973 resulterade i utgivningen av Svantes viser (sv: Svantes visor, med Björn Arahb) blev Dissing folkkär i Danmark. Han medverkade i flera teateruppsättningar och på film och tv. Han gav ut 25 grammofonskivor.[källa behövs]
Svantes visor är inkluderade i Danmarks kulturkanon.

## Diskografi (urval)
- En aften i folkeklubben (1965)
- Der står en lille hest og sparker (1966)
- Jeg er en tosset spillemand (tillsammans med Benny Holst och Beefeaters) (1968)
- Dissing (1969)
- 6 elefantskovcikadeviser (tillsammans med Burnin Red Ivanhoe) (1971)
- MorDanmark (1973)
- Svantes Viser (tillsammans med Benny Andersen) (1973)
- Lykkeland (1977)
- Yderst ude (1980)
- Oven visse vande (tillsammans med Benny Andersen) (1982)
- Gamle sange i livet (1984)
- I Danmark er jeg født (1986)
- Den sorte sejler (1988)
- Bellmann (1991)
- Dissing, von Daler og Søgård (1993)
- Zoo sange (1996)
- Krakemut mat Dissing i Kalaaiut Nunaat (1997)
- Povl Dissing & Benny Andersen med Jens Nielsen Skynd dig langsomt (1998)
- Græsset må betrædes (1999)